# Tieule
Tieule – miejscowość i gmina we Francji, w regionie Oksytania, w departamencie Lozère.
Według danych na rok 1990 gminę zamieszkiwały 54 osoby, a gęstość zaludnienia wynosiła 2 osoby/km² (wśród 1545 gmin Langwedocji-Roussillon Tieule plasuje się na 846. miejscu pod względem liczby ludności, natomiast pod względem powierzchni na miejscu 243.).